# Stanisław Westwalewicz

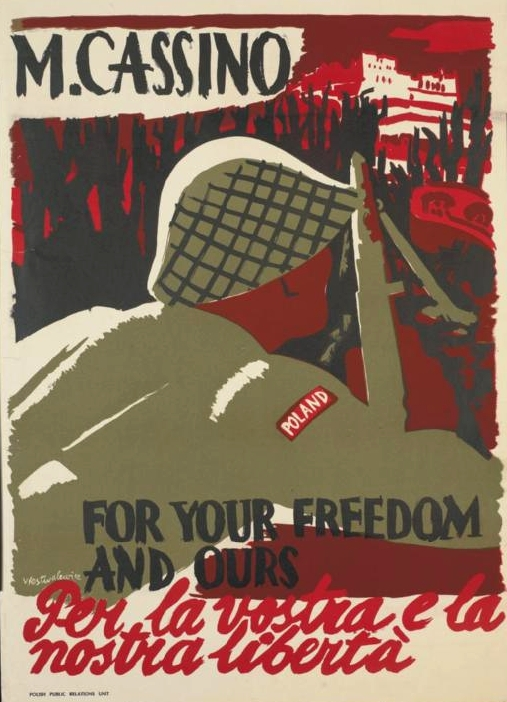
Plakat propagandowy autorstwa Stanisława Westwalewicza z napisem angielsko-włoskim „Monte Cassino: Za waszą i naszą wolność”

Stanisław Westwalewicz (ur. 13 listopada 1906 w Kozienicach, zm. 15 maja 1997 w Tarnowie) – malarz, grafik i rysownik.

## Życiorys
Stanisław Westwalewicz studiował na Akademii Sztuk Pięknych w Krakowie w latach 1928–1933, pod kierunkiem profesorów Włodzimierza Jareckiego, Ignacego Pieńkowskiego, Karola Frycza i Fryderyka Pautscha. Pierwsza indywidualna wystawa jego prac miała miejsce w Pałacu Sztuki w Krakowie w 1937 roku. W 1938 roku ożenił się z Wandą Konieczną.
We wrześniu 1939 roku zgłosił się do wojska, służąc w stopniu podporucznika. Po 17 września dostał się do niewoli radzieckiej, do 1941 roku był więziony w obozach w Kozielsku a później w obozu jenieckiego NKWD w Griazowcu. Po wybuchu wojny radziecko-niemieckiej wstąpił do Armii Polskiej gen. Andersa. Został przydzielony do polowej drukarni wydającej tygodnik „Orzeł Biały” a później do sekcji graficznej Oddziału Oświaty II Korpusu w Neapolu.
Po zakończeniu wojny pozostał w Rzymie i wziął udział w pracach założycielskich międzynarodowego stowarzyszenia artystów Circolo Artistico Internazionale. Później wyjechał do Wielkiej Brytanii. Powrócił do Polski w czerwcu 1947 roku. W 1951 roku zamieszkał w Pilźnie, a od 1962 roku w Tarnowie. Od 1974 roku pełnił przez dwie kadencje funkcję prezesa Oddziału Związku Polskich Artystów Plastyków w Tarnowie. Należał również do Towarzystwa Przyjaciół Sztuk Pięknych w Krakowie. W 1975 roku został odznaczony Krzyżem Kawalerskim Orderu Odrodzenia Polski.
Twórczość Stanisława Westwalewicza to przede wszystkim malarstwo sztalugowe (martwe natury, pejzaże i portrety) i akwarelowe. Zajmował się także sztuką sakralną. Jego dziełem są m.in. polichromie w kościołach: karmelitów w Pilźnie, Dobrkowie, Porębie Radlnej czy Przecławiu oraz 16 obrazów przedstawiających świętych w kościele Trójcy Świętej w Tarnowie. Namalował także obraz beatyfikacyjny Marii Teresy Ledóchowskiej.
W latach 90. XX wieku miało miejsce kilka dużych wystaw retrospektywnych twórczości Stanisława Westwalewicza, m.in. w Instytucie Polskim w Wiedniu (1992), Pałacu Sztuki w Krakowie (1993), Galerii Sztuki Współczesnej w Tarnowie (1993 i 1996) oraz Muzeum Regionalnym w Kozienicach (1996 – w związku z 90. urodzinami malarza).
Stanisław Westwalewicz zmarł 15 maja 1997 roku w Tarnowie i został pochowany na Cmentarzu Komunalnym w Tarnowie – Krzyżu. Uroczystościom pogrzebowym przewodniczył kapelan Rodzin Katyńskich, ksiądz Zdzisław Peszkowski.
W 1998 roku otwarto w dawnej pracowni artysty Dom Pamięci Stanisława Westwalewicza, któremu patronuje Muzeum Regionalne w Kozienicach i ZPAP w Krakowie. Jego syn Andrzej (ur. 1949) również jest artystą plastykiem. W 1997 roku jedna z ulic w tarnowskiej dzielnicy Zabłocie otrzymała imię Westwalewicza, był także patronem Gimnazjum nr 8.